# Bouwkavel
Een bouwkavel, vroeger in de Nederlandse provincies Groningen en Friesland ook heemstede of hofstede genoemd, is een stuk grond (kavel) waarop volgens het bestemmingsplan, woningen of bedrijfspanden gebouwd mogen worden. Meestal duidt men met dit begrip kavels aan die verkocht worden aan eigenaren die daarop één woning of één bedrijfspand willen bouwen.
In Nederland worden bouwkavels meestal verkocht door gemeenten of projectontwikkelaars. Wegens het grote tekort aan bouwkavels bestaan er op veel plaatsen wachtlijsten, worden bouwkavels soms alleen toegekend aan inwoners van de gemeente of worden de bouwkavels toegewezen door middel van loting. Bouwkavels worden incidenteel ook particulier aangeboden via internet of advertenties in dagbladen.